# Atammik
Atammik (Oude spelling: Atangmik) is een dorp in de gemeente Qeqqata in het westen van Groenland. Het is de meest zuidwestelijk gelegen plaats in de gemeente en heeft 190 inwoners in 2015. In 2010 de lokale vispellerij Royal Greenland failliet gegaan.